# Гигина кућа у Власотинцу
Гигина кућа се налази у Власотинцу у улици Лоле Рибара број 2. Гигина кућа, односно кућа Стојана Стојилковића, једног од организатора и борца за ослобођење земље од Турака, богатог власотиначког трговца, подигнута је средином XIX века. Име је добила по надимку Стојановог наследника. Кућа данас носи стастус споменика културе од великог значаја и налази се под заштитом државе.

## Историја
Кућа је подигнута средином XIX века и припадала је Стојану Стојилковићу.2008. године је изгорео кров и први спрат куће
Данас се у овој спомен кући, која се налази под заштитом државе, налази библиотека "Десанка Максимовић".

## Изглед куће
Овај објекат је варошка кућа стара више од 150 година и данас стоји као сведочанство стамбене културе староградске средине јужне Србије. Она истовремено указује на турско-оријентална обележја малобројног српског градског слоја тога времена. Зидана је као спратна зграда, са испуштеним спратним делом, који испред улаза, у подруму формира трем, који се ослања на дрвене стубове. У приземљу је зидана каменом и бондруком, као и чатмом на спрату. Кров је четворосливни и покривен ћерамидом. Просторије су симетрично распоређене око пространог средишњег хола, који се завршава отвореном диванханом са ћошком. Таваница је богато изрезбарена долапом, миндерлуцима и иконлуком. Истиче се гостинска соба, као и друга соба која је опремљена амамџиком, долапом и пећницом, према преградном зиду мутвака у којем је зидано огњиште са ложиштем за пећ у соби.

## Радови на реконструкцији
У периоду од 1979–1984. године рађени су санациони и конзерваторско-рестаураторски радови, од када кућа добија намену матичне библиотеке.
Године 2008. овај објекат је готово потпуно уништен у пожару, док је књижни фонд преполовљен. Пожар је са собом однео и Завичајну збирку која представља аутентичну историјску грађу, стару скоро два века.